# Куншино
Куншино — деревня в Череповецком районе Вологодской области.
Входит в состав Николо-Раменского сельского поселения, с точки зрения административно-территориального деления — в Николо-Раменский сельсовет.
Расстояние по автодороге до районного центра Череповца — 84 км, до центра муниципального образования Николо-Раменья — 14 км. Ближайшие населённые пункты — Бузаково, Трофанково, Пустошка.
По переписи 2002 года население — 26 человек (9 мужчин, 17 женщин). Преобладающая национальность — русские (96 %).